# Речная (Марий Эл)
Речная — деревня в Звениговском районе Республики Марий Эл. Входит в состав Кужмарского сельского поселения.

## География
Находится в южной части республики Марий Эл на расстоянии приблизительно 16 км по прямой на север от районного центра города Звенигово.

## История
Известна с 1859 года как деревня Лаврасола с 7 дворами и населением 45 человек. Позднее в деревне было учтено 74 жителя (1897 год), 25 дворов и 141 житель (1923), 129 жителей (1933). В 1952 году деревня получила современное название. В советское время работали колхоз имени Чернова и совхоз имени Карла Маркса.

## Население
Население составляло 64 человека (мари 98 %) в 2002 году, 66 в 2010.